# Filippo Bonanni
|  | Dieser Artikel wurde aufgrund von formalen oder inhaltlichen Mängeln in der Qualitätssicherung Biologie zur Verbesserung eingetragen. Dies geschieht, um die Qualität der Biologie-Artikel auf ein akzeptables Niveau zu bringen. Bitte hilf mit, diesen Artikel zu verbessern! Artikel, die nicht signifikant verbessert werden, können gegebenenfalls gelöscht werden. Lies dazu auch die näheren Informationen in den Mindestanforderungen an Biologie-Artikel. |

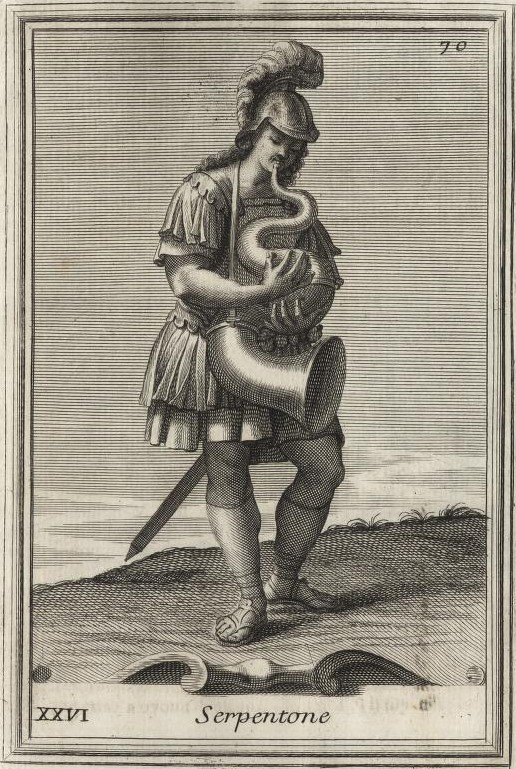
Serpent-Spieler. Kupferstich aus Gabinetto armonico pieno d'instrumenti sonori von Filippo Bonanni, 1723

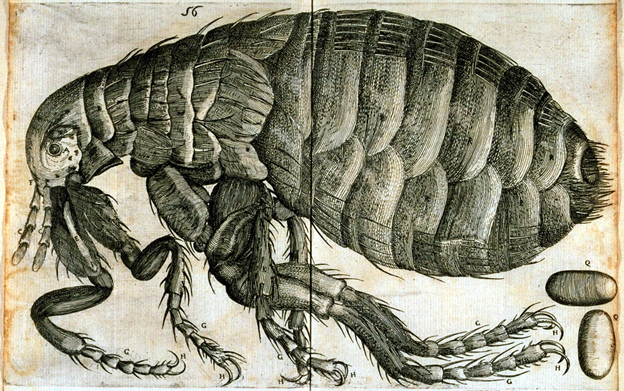
Floh beschrieben von Buonanni (1691)

Filippo Bonanni (* 7. Januar 1638 in Rom; † 30. März 1725 ebenda) war ein Jesuitenpater, Mikroskopbauer und Naturforscher. Bekannt wurde auch sein 1716 erstmals erschienener „Schaukasten der Musikinstrumente“ (Gabinetto armonico ...).
1698 wurde er Kurator der Kunst- und Antiquitäten-Sammlung von Athanasius Kircher im Jesuitenkolleg in Rom.

## Schriften (Auswahl)
- Ricreatione dell'occhio e della mente nell'osservation delle chiocciole. Felice Cesaretti, Varese 1681 (italienisch, beic.it).
  - Recreatio mentis et occuli in observatione animalum testaceorum. Varese, Rom 1684.
- Micrographia curiosa adiuncta observationibus circa viventia. Rom 1691.
  - Micrographia curiosa. Antonio De Rossi, Rom 1703 (Latein, beic.it).
- Observationes circa viventia, quae in rebus non viventibus reperiuntur. Domenico Antonio Ercole, Rom 1691 (Latein, beic.it).
- Numismata Pontificum Romanorumin. 1699.
- Musaeum Kircherianum. Giorgio Placho, Rom 1709 (Latein, beic.it).
- Gabinetto armonico pieno d'instrumenti sonori. Placho, Rom 1723. (Digitalisat)
  - F. Harrison, J. Rimmer (Hrsg.): The Showcase of Musical Instruments. Dover Publications, New York 1964.
- Verzeichniß der geistlichen Ordens-Personen in der Streitenden Kirchen : in nette Abbildungen und eine kurtzen Erzehlung verfasst von den Ordens-Männern ... nach dem römischen Exemplar mit Kupffern ausgezieret und in das Teutsche übersetzt. Nürnberg 1738. (Digitalisat)
- Rerum naturalium historia. Giovanni Zempel, Rom 1782 (Latein, beic.it).

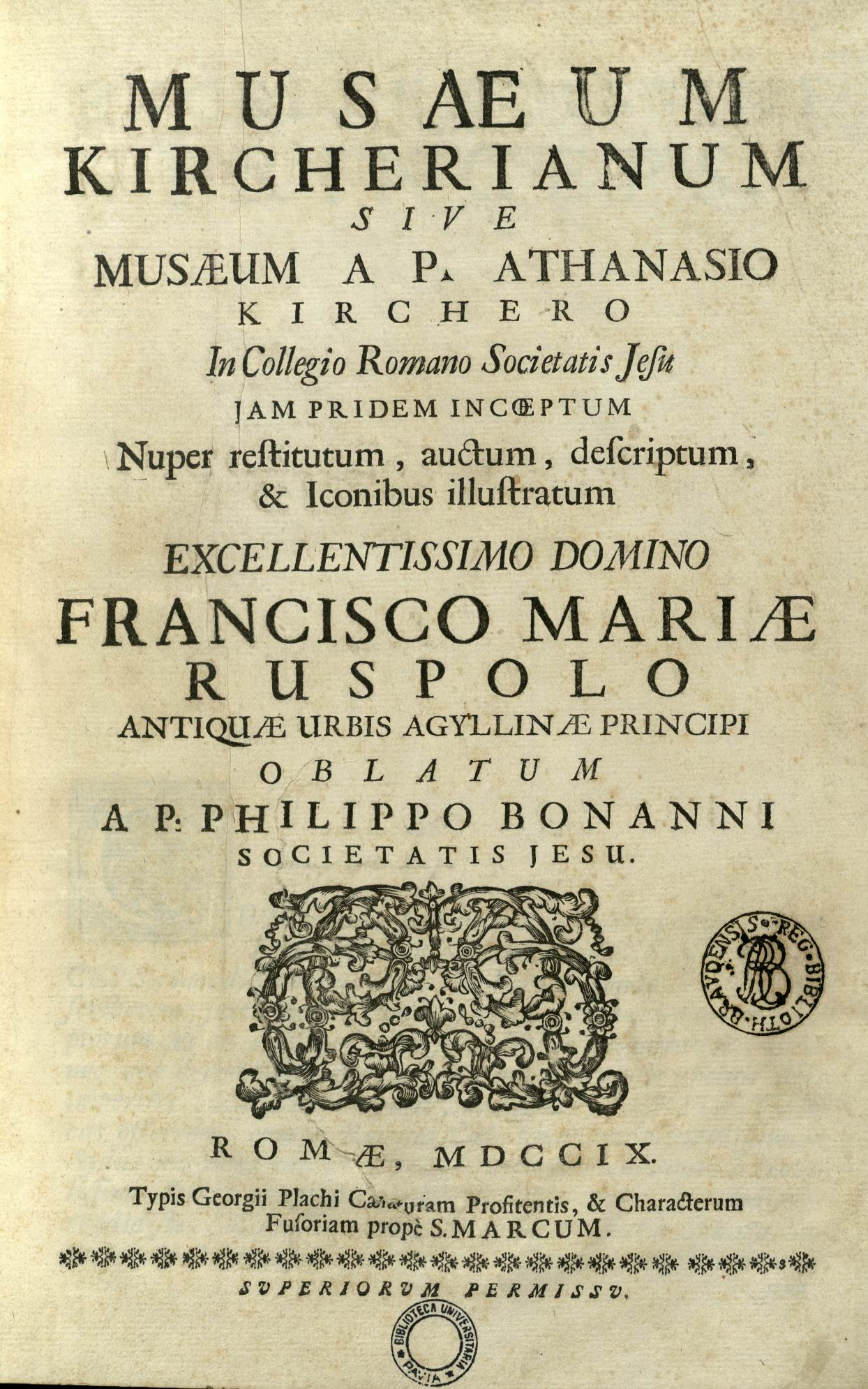
Musaeum Kircherianum, 1709